# Friluftsteater
Et friluftsteater er et teater, der opfører teaterforestilling, hvor publikum befinder sig udendørs.
Ulvedalene i Jægersborg Dyrehave nord for København er et af de mest kendte, men der er næsten ikke den provinsby, der ikke på et eller andet tidspunkt har forsøgt sig. Danmarks ældste, aktive friluftsteater er Nyborg Voldspil i Nyborg.
I Verona, Italien, findes en stor arena fra den romerske oldtid, der om sommeren anvendes som et åbent operateater, som har spillet gennem snart mange år med en stadig voksende succes.
Fordelen er åbenlys – små byggeomkostninger og dermed lavere billetpriser for publikum samt muligheden for teaterturneer – hvor teatret kommer til publikum og ikke omvendt.
Ulempen er en enkelt, nemlig vejret. Man kan dog tildække scenen så meget, at skuespillerne kan gennemføre – mens publikum må ty til egen beskyttelse. Her gælder reglen: The show must go on måske mere end i noget andet tilfælde.